# Río Luján
Der Río Luján ist ein etwa 164 km (einschl. Arroyo Los Leones: ca. 194 km) langer Zufluss des Río de la Plata in der argentinischen Provinz Buenos Aires.

## Flusslauf
Der Río Luján entsteht am Zusammenfluss der beiden Bäche Arroyo Los Leones (links) und Arroyo Del Durazno (rechts) etwa 7 km ostnordöstlich der Kleinstadt Suipacha. Der Arroyo Los Leones entspringt () etwa 26 km nordwestlich des Zusammenflusses. Der Río Luján durchfließt anfangs das Flachland westlich des Ballungsraums Buenos Aires in ostnordöstlicher Richtung. Dabei passiert er die Städte Mercedes und Luján. Nach knapp 90 km, auf Höhe der Stadt Pilar, wendet sich der Río Luján nach Norden. Er weist nun ein stark mäandrierendes Verhalten mit unzähligen engen Flussschlingen auf. Dabei wird der Flusslauf von Auenwäldern und Sumpfgebieten flankiert. Bei Flusskilometer 43 erreicht der Fluss den Südrand des Flussdeltas des Río Paraná. An dieser Stelle () wurde ein 7,1 km langer breiter Kanal, der Canal Santa María, in nordnordöstlicher Richtung gegraben, welcher den Río Luján mit dem Río Paraná de las Palmas, einem südlichen Mündungsarm des Río Paraná, verbindet. Der Kanal dient dem Hochwasserschutz der flussabwärts am Río Luján gelegenen urbanen Gebiete am Nordrand von Buenos Aires. Der Río Luján fließt im Unterlauf 17 km in Richtung Ostsüdost, anschließend bis zu seiner Mündung nach Südosten. Er trennt dabei die nordwestlichen Vororte von Buenos Aires vom Mündungsdelta des Río Paraná. Mehrere Kanäle führen vom Mündungsarm Río Paraná de las Palmas zum Río Luján. 12,5 km oberhalb der Mündung trifft ein Kanal, der vom Río Reconquista abzweigt, von rechts auf den Rìo Luján. 5 km flussabwärts trifft der ursprüngliche Flusslauf des Río Reconquista auf den Río Luján. Der Río Luján mündet schließlich bei San Isidro in den Río de la Plata.

## Hydrologie
Der Río Luján entwässert ein Areal von 3401 km². Aufgrund der immer wieder auftretenden Hochwasserereignisse wurden in den urbanen Gebieten entlang dem Flusslauf verschiedene bauliche Maßnahmen wie die Errichtung von Dämmen und die damit verbundene Kanalisierung des Flusses eingeleitet.

## Ökologie
Am Abzweig des Canal Santa María befindet sich das Schutzgebiet Parque nacional Ciervo de los Pantanos am linken Flussufer.